# Collinée
Collinée (bretonsko Koedlinez) je naselje in občina v francoskem departmaju Côtes-d'Armor regije Bretanje. Leta 2006 je naselje imelo 930 prebivalcev.

## Geografija
Kraj leži v pokrajini Bretaniji ob reki Arguenon, 73 km severozahodno od središča Rennesa.

## Uprava
Collinée je sedež istoimenskega kantona, v katerega so poleg njegove vključene še občine Le Gouray, Langourla, Saint-Gouéno, Saint-Jacut-du-Mené in Saint-Gilles-du-Mené s 4.315 prebivalci.
Kanton Collinée je sestavni del okrožja Dinan.